# Valonia
Genre
Valonia est un genre d'algues vertes de la famille des Valoniaceae. La taille d'une seule cellule pluri-nucléée peut atteindre 2 cm chez certaines espèces. 
L'espèce-type (l'holotype) est Valonia aegagropila.

## Étymologie
L'étymologie du nom de genre Valonia n'est pas claire. Le nom aurait été attribué par le naturaliste italien du XVIIIe siècle Giuseppe Ginanni pour nommer une algue commune dans la lagune de Venise. Par la suite, au XIXe siècle, le botaniste Agardh utilisa ce nom vernaculaire en tant que genre.

## Liste d'espèces
| Selon AlgaeBase (30 avril 2013) et World Register of Marine Species (30 avril 2013) : - Valonia aegagropila C.Agardh, 1823 - Valonia barbadensis W.R.Taylor, 1969 - Valonia caespitosa P.L.Crouan & H.M.Crouan - Valonia fastigiata Harvey ex J.Agardh, 1887 - Valonia macrophysa Kützing, 1843 - Valonia nutrix (Kraft & A.J.K.Millar) Kraft, 2007 - Valonia oblongata J.Agardh, 1887 - Valonia trabeculata Egerod, 1952 - Valonia utricularis (Roth) C.Agardh, 1823 - Valonia ventricosa J.Agardh, 1887 | Selon ITIS (30 avril 2013) : - Valonia aegagropila C. A. Aghardh, 1823 - Valonia cladophora Kuetz. - Valonia fastigiata Harv. - Valonia macrophysa Kützing, 1843 - Valonia utricularis (Roth) C.Agardh, 1823 - Valonia ventricosa J. Agardh |

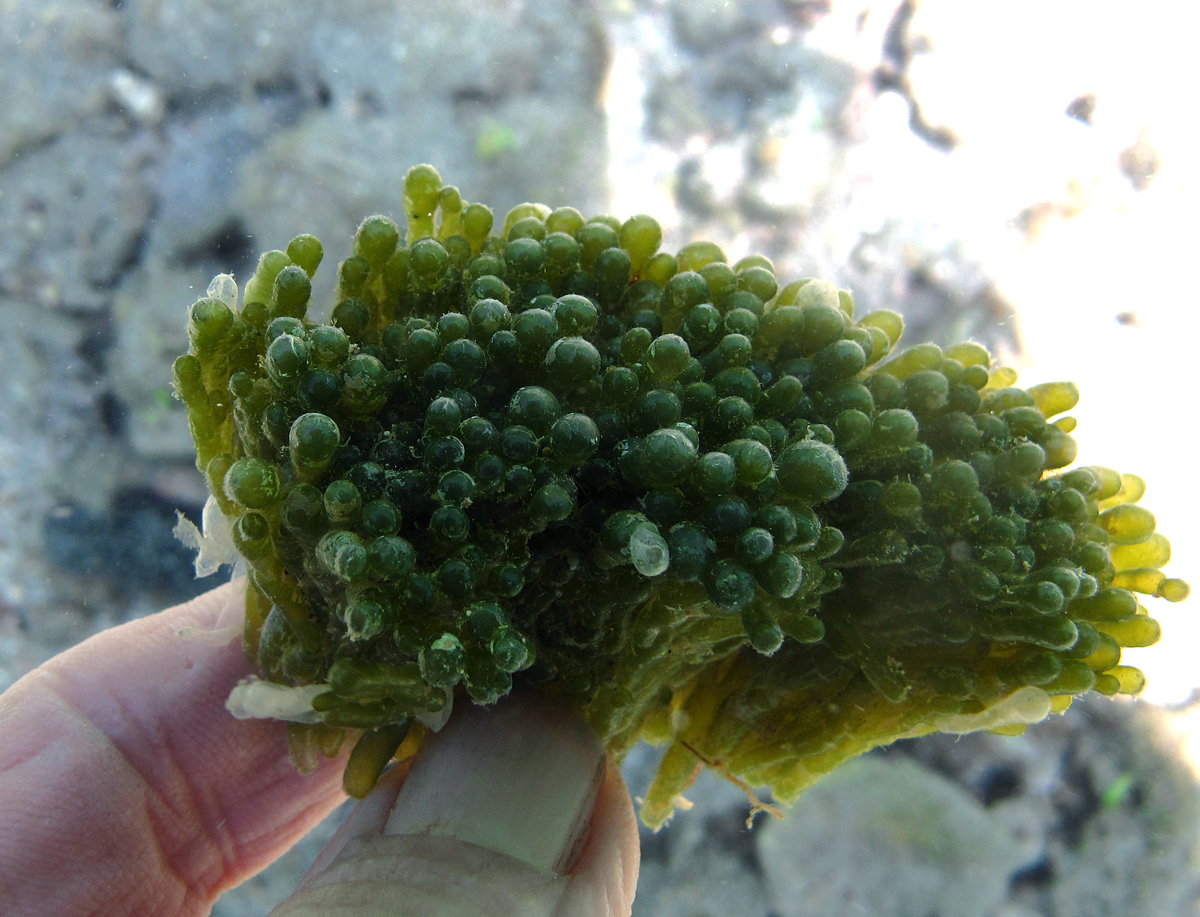
Valonia fastigiata
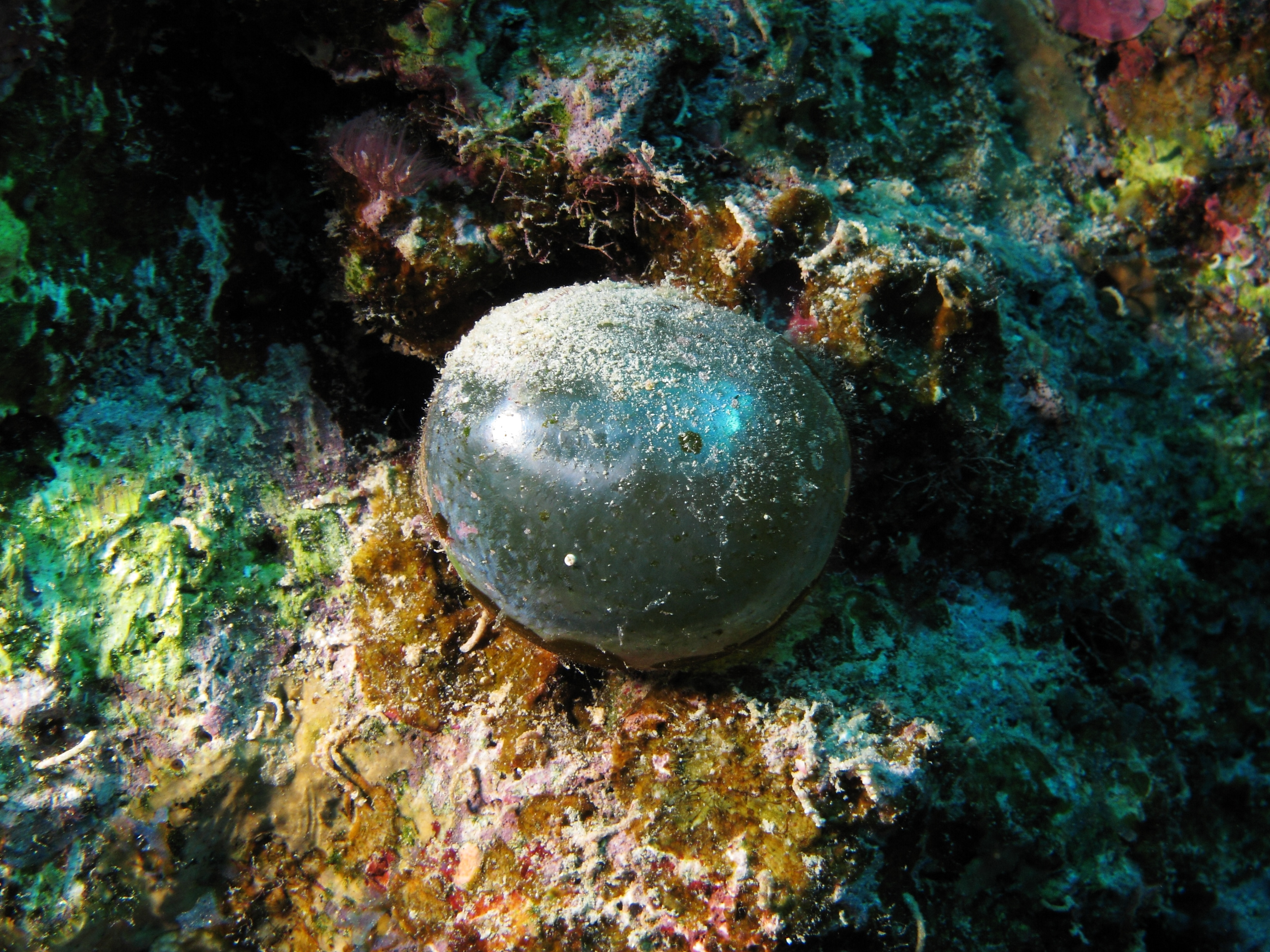
Valonia ventricosa